# 연합함대사령장관
연합함대사령장관(일본어: 聯れん合艦隊司令長官 렌고칸타이시레이쵸칸[*])은 일본 제국 해군의 외전부대인 연합함대의 사령관 직위를 가리킨다. 약칭은 GF장관이다.
친임관 보직으로, 계급 중장 이상의 함대사령장관 또는 진수부장관 중 해군대신의 추천을 받아 천황이 임명했다.

## 목록
|    | 계급      | 이름              | 재임 기간                           |
| -- | --------- | ----------------- | ----------------------------------- |
| 1  | 해군 중장 | 이토 스케유키     | 1894년 7월 18일 ~ 1895년 5월 11일   |
| 2  | 해군 중장 | 아리치 시나노조   | 1895년 5월 11일 ~ 1895년 11월 16일  |
| 3  | 해군 중장 | 도고 헤이하치로   | 1903년 12월 28일 ~ 1905년 12월 20일 |
| 4  | 해군 중장 | 이주인 고로       | 1908년 10월 8일 ~ 1908년 11월 20일  |
| 5  | 해군 중장 | 요시마쓰 모타로   | 1915년 11월 1일 ~ 1915년 12월 13일  |
| 6  | 해군 중장 | 요시마쓰 모타로   | 1916년 12월 1일 ~ 1916년 10월 14일  |
| 7  | 해군 대장 | 요시마쓰 모타로   | 1917년 10월 1일 ~ 1917년 10월 22일  |
| 8  | 해군 대장 | 야마시타 겐타로   | 1918년 9월 1일 ~ 1918년 10월 15일   |
| 9  | 해군 대장 | 야마시타 겐타로   | 1918년 9월 1일 ~ 1918년 10월 15일   |
| 10 | 해군 대장 | 야마시타 겐타로   | 1919년 6월 1일 ~ 1918년 10월 28일   |
| 10 | 해군 대장 | 야마야 다닌       | 1920년 5월 1일 ~ 1920년 8월 24일    |
| 11 | 해군 대장 | 도치나이 소지로   | 1920년 8월 24일 ~ 1920년 10월 31일  |
| 12 | 해군 대장 | 도치나이 소지로   | 1921년 5월 1일 ~ 1921년 10월 31일   |
| 13 | 해군 중장 | 다케시타 이사무   | 1922년 12월 1일 ~ 1924년 1월 27일   |
| 14 | 해군 대장 | 스즈키 간타로     | 1924년 1월 27일 ~ 1924년 12월 1일   |
| 15 | 해군 대장 | 오카다 게이스케   | 1924년 12월 1일 ~ 1926년 12월 10일  |
| 16 | 해군 중장 | 가토 히로하루     | 1926년 12월 10일 ~ 1928년 12월 10일 |
| 17 | 해군 대장 | 다니구치 나오미   | 1928년 12월 10일 ~ 1929년 11월 11일 |
| 18 | 해군 중장 | 야마모토 에이스케 | 1929년 11월 11일 ~ 1931년 12월 1일  |
| 19 | 해군 중장 | 고바야시 세이조   | 1931년 12월 1일 ~ 1933년 11월 15일  |
| 20 | 해군 중장 | 스에쓰구 노부마사 | 1933년 11월 15일 ~ 1934년 11월 15일 |
| 21 | 해군 중장 | 다카하시 산키치   | 1934년 11월 15일 ~ 1936년 12월 1일  |
| 22 | 해군 중장 | 요나이 미쓰마사   | 1936년 12월 1일 ~ 1937년 2월 2일    |
| 23 | 해군 대장 | 나가노 오사미     | 1937년 2월 2일 ~ 1937년 12월 1일    |
| 24 | 해군 중장 | 요시다 젠고       | 1937년 12월 1일 ~ 1939년 8월 30일   |
| 25 | 해군 대장 | 야마모토 이소로쿠 | 1939년 8월 30일 ~ 1943년 4월 18일   |
| 26 | 해군 대장 | 고가 미네이치     | 1943년 5월 21일 ~ 1944년 3월 31일   |
| 27 | 해군 대장 | 도요다 소에무     | 1944년 5월 3일 ~ 1945년 5월 29일    |
| 26 | 해군 중장 | 오자와 지사부로   | 1945년 5월 29일 ~ 1945년 10월 10일  |